# Walckenaeria uzungwensis
Walckenaeria uzungwensis là một loài nhện trong họ Linyphiidae. Chúng được miêu tả năm 1990 bởi Scharff.